# 河口街道 (云浮市)
河口街道，是中华人民共和国广东省云浮市云城区下辖的一个乡镇级行政单位。

## 行政区划
河口街道下辖以下地区：
河口社区、洞心村、云龙村、泰安村、马岗村、初城村、云坑村、布务村、双上村、八和村、扶卓村、红阳村和田心村。